# Alcatraz Vandtårn
Alcatraz Vandtårn er et vandtårn på Alcatraz Island, der ligger to kilometer ud for San Franciscos kyst. Det er placeret på den nordvestlige side af øen, nær vagttårn nr. 3, bag lighuset og fængselsgården. Vandtanken hviler på seks afstivede stålben, der er nedsænket i et betonfundament.

## Historie
Da Alcatraz ikke havde nogen vandforsyning selv, måtte vandet til en start importeres fra fastlandet via slæbebåd og pram. I løbet af den første tid militæret var til stede på øen, var der vandtanke i jorden og på taget af fortet. Vandtårnet blev bygget i 1940-1941
af fængselsstyrelsen idet der var blevet givet et føderalt tilskud til at etablere en ferskvandsforsyning på øen. 
Tårnet er den højeste bygning på øen (28,7 meter) med et rumfang på 946,3 kubikmeter. Vandet blev brugt til drikkevand, vand til brandslukning, og vand til øens vaskeri. Under Besættelsen af Alcatraz blev vandtårnet overmalet med graffiti af indianere, og det er siden blevet et kulturelt vartegn. Graffiti-bemalingen omfattede bl.a. ordene "free Indian land -- Indians welcome".
Tårnet har stået tomt siden 1963 og er begyndt at forfalde, særligt pga. den salte luft og vind i bugten. Fra november 2011 til april 2012 gennemgik tårnet en restaurering til 1,1 millioner dollars for at forhindre "uoprettelig skade og tab af vigtige historiske bygninger". Stålkomponenter blev udskiftet, og tårnet blev sikret mod jordskælv. Malingen blev slebet af og tårnet malet med skibsmaling.